# Care colleghe
Care colleghe è il ventottesimo album in studio della cantante italiana Iva Zanicchi, pubblicato nel 1987.

## Descrizione
Dopo appena due anni dall'uscita del minialbum Iva 85, anche questa volta la cantante decide di lavorare ad un disco di cover, misurandosi con il repertorio di alcune sue celebri colleghe. 
Nasce così Care colleghe, titolo con cui Iva intende riallacciarsi a quel filone della sua discografia iniziato con l'album Caro Theodorakis... Iva del 1970 e che si era concluso con l'album Cara Napoli del 1977.
Il disco, interamente prodotto da Fausto Pinna, suo attuale compagno nonché autore di Canterò, l'unico inedito contenuto al suo interno (e usato come sigla di coda di Ok il prezzo è giusto del 1987), contiene cover di famosi successi di alcune colleghe dell'artista.

## Tracce
1. Non dirmi niente - 2:55 - (Bacharach-Hal David-Mogol) di Ornella Vanoni
2. Solo tu - 4:03 - (Stellita-Marrale-Cassano) di Antonella Ruggiero
3. Fotoromanza - 3:55 - (Nannini-Riva-Plank) di Gianna Nannini
4. Dicono di me - 4:28 - (Anna Maria Testa-Vangelis) di Milva
5. Nell'aria - 3:53 - (Mogol-G. Bella) di Marcella Bella
6. Un anno d'amore - 2:50 - (Mogol-Testa-Ferrer) di Mina
7. Sei bellissima - 4:29 - (Daiano-Felisatti) di Loredana Bertè
8. Tu sei quello - 3:20 - (Cappelletti-Anelli-Beretta) di Orietta Berti
9. Pazza idea - 4:05 - (Dossena-Monti-Gigli-Ullu) di Patty Pravo
10. Come te non c'è nessuno - 3:18 - (Migliacci-Vassallo) di Rita Pavone
11. Il volto della vita - 2:58 - (Mogol-Daiano-McWilliams) di Caterina Caselli
12. Canterò - 3:53 - (F. Pinna-D. Franche-Simonluca-M. Pinna) (inedito)

## Stampe per paesi diversi dall'Italia
| Anno di pubblicazione | Paese     | Titolo           | Etichetta              |
| --------------------- | --------- | ---------------- | ---------------------- |
| 1987                  | Argentina | Queridas colegas | Microfon - SE - 60 419 |
| 1988                  | Spagna    | Care colleghe    | VEMSA - VLP-287        |